# Ruda (Zweden)
Ruda is een plaats in de gemeente Högsby in het landschap Småland en de provincie Kalmar län in Zweden. De plaats heeft 608 inwoners (2005) en een oppervlakte van 120 hectare.
Tussen 1948 en 1959 was Ruda een zelfstandige gemeente op de grens van Högsby en Långemåla. In die tijd viel ook de industriële bloeiperiode van het dorp, met een glasfabriek, houtzagerij en antennefabrikant. Al deze industrieën zijn nu gesloten, er zijn nog wel enkele kleinere meubelwerkplaatsen.

## Verkeer en vervoer
Bij de plaats loopt de Riksväg 34.
Het dorp ligt aan de spoorlijn Kalmar - Linköping, maar de trein stopt hier niet meer sinds 1988. Tussen 1923 en 1963 was het station zelfs een spoorwegknooppunt met de inmiddels afgebroken lijn van Oskarshamn via Ruda naar Älghult. In 1978 werd het smalspoor Kalmar - Berga omgebouwd tot normaalspoor, maar in 1988 werd alle personenvervoer stopgezet. Toen in 1996 het personenvervoer weer werd opgestart op de langere lijn tussen Kalmar en Linköping was Ruda te klein om de trein nog te laten stoppen.